# Dictyophara nekkana
Dictyophara nekkana är en insektsart som beskrevs av Matsumura 1940. Dictyophara nekkana ingår i släktet Dictyophara och familjen Dictyopharidae. Inga underarter finns listade i Catalogue of Life.